# Миллер, Боде
Сэмюел Бо́де Ми́ллер (англ. Samuel Bode Miller, род. 12 октября 1977 года в Истоне, штат Нью-Гэмпшир, США) — американский горнолыжник, олимпийский чемпион 2010 года в суперкомбинации, 4-кратный чемпион мира, двукратный обладатель Кубка мира в общем зачёте. По количеству олимпийских наград (6) в истории горнолыжного спорта уступает только норвежцу Хьетилю Андре Омодту (8). Самый возрастной призёр Олимпийских игр в горнолыжном спорте за всю историю. Занимает второе место в истории Кубка мира по количеству стартов (438).

## Общая информация

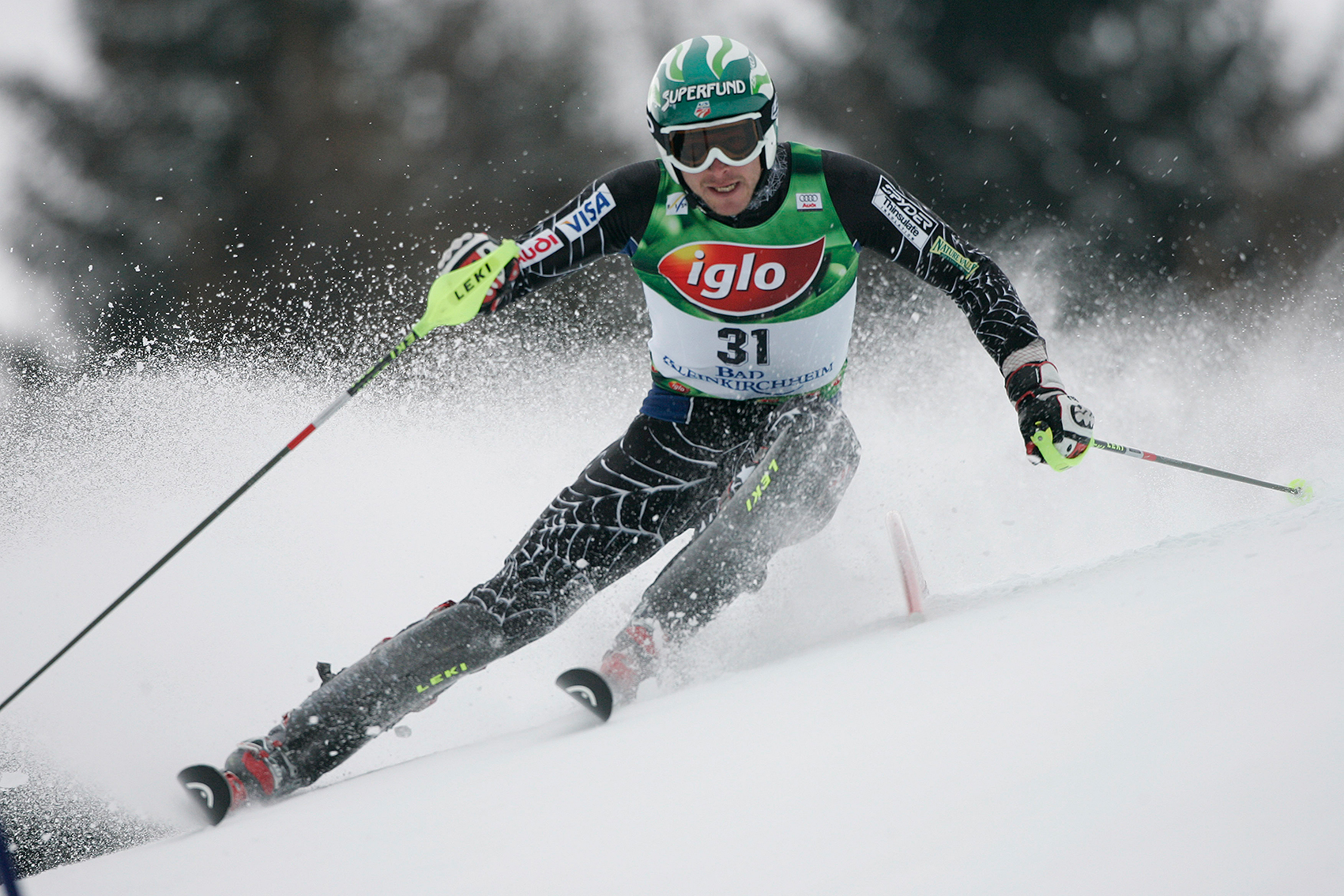
2008 год

Дебютировал в Кубке мира 20 ноября 1997 года в американском Парк-Сити и сразу же занял 11-е место в гигантском слаломе. Впервые поднялся на подиум на этапах Кубка мира в декабре 2000 года во французском Валь-д’Изере. Там же через год Боде одержал первую победу (гигантский слалом).
За карьеру одержал 33 победы на этапах Кубка мира (скоростной спуск — 8, супергигант — 5, гигантский слалом — 9, слалом — 5, комбинация/суперкомбинация — 6), 79 раз был в тройке призеров. По общему числу на этапах побед Миллер занимает 7-е место в истории Кубка мира. Кроме того Миллер — один из 5 горнолыжников (наряду с Пирмином Цурбриггеном, Марком Жирарделли, Гюнтером Мадером и Хьетилем Андре Омодтом), кто побеждал во всех современных дисциплинах горнолыжного спорта (без учёта параллельных видов). При этом Миллер — единственный, кто одержал не менее пяти побед в каждой из дисциплин.
Наряду с Филом Маре Миллер — самый успешный американец в истории Кубков и чемпионатов мира.
Миллер участвовал в пяти подряд Олимпиадах (1998, 2002, 2006, 2010 и 2014), где завоевал шесть медалей — 1 золото, 3 серебра и 2 бронзы. Миллер — единственный американец, выигравший за карьеру 6 олимпийских медалей в горнолыжном спорте. По этому показателю среди всех горнолыжников он уступает только Хьетилю Андре Омодту, на счету которого 8 олимпийских наград.
Среди своих хобби Боде называет гольф, теннис, боулинг и европейский футбол.
После сезона 2009/10 Миллер подумывал о завершении горнолыжной карьеры, но решил продолжить соревноваться. В начале сезона 2013/14 Боде вернулся на трассы Кубка мира после травмы, уже 8 декабря 2013 года поднялся на подиум, став вторым в гигантском слаломе в американском Бивер-Крике. Миллер полностью пропустил сезон 2014/15 в Кубке мира, его единственным стартом стал суперигигант 5 февраля 2015 года на чемпионате мира в Вейле/Бивер-Крике, в котором он не сумел финишировать из-за травмы. В октябре 2015 года Миллер объявил о том, что пропустит сезон 2015/16, но подчеркнул, что речь пока не идет о завершении карьеры, хотя в октябре 2015 года Боде исполнилось 38 лет.

## Личная жизнь
Всего у Миллера родилось восемь детей от трёх женщин.
Дети от Шанель Джонсон и Сары Маккенны:
- дочь Нисин Дэйси (Дэйс) Миллер (англ. Neesyn Dacey "Dace" Miller, род. 19 февраля 2008)[3] от Шанель Джонсон
- сын Сэмюэл Боде (Нэйт) Миллер (англ. Samuel Bode "Nate" Miller, род. 23 февраля 2013)[4] от Сары Маккенны

7 октября 2012 года Боде женился на модели и игроке в пляжный волейбол Морган Бек (род. 1987) в Сан-Диего. У Миллера и Бек родилось шестеро детей:
- сын Эдвард Нэш Скан Миллер (англ. Edward Nash Skan Miller, род. 18 мая 2015)[5],
- дочь Эмелин Грир (Эмми) Миллер (англ. Emeline "Emmy" Grier Miller, род. 5 ноября 2016). 11 июня 2018 года 19-месячная дочь Миллера Эмми умерла, утонув в бассейне[6].
- сын Истон Вон Рек Миллер (англ. Easton Vaughn Rek Miller, род. 5 октября 2018)[7]. Имя получил в честь родного города Боде.
- сыновья-близнецы Аксель Миллер и Эшер Миллер (англ. Aksel Miller & Asher Miller, род. 8 ноября 2019)
- дочь Скарлет Оливия Киони Миллер (англ. Scarlet Olivia Khione Miller, род. 26 ноября 2021)[8]

Младший брат Миллера Шелон (англ. Chelone) был сноубордистом и выступал на зимних Экстремальных играх 2010 года в сноуборд-кроссе. В 2005 году он получил черепно-мозговую травму в автокатастрофе, которая привела к эпилептическим припадкам, которые повлекли его смерть в 2013 году в возрасте 29 лет.

## Результаты на крупнейших соревнованиях

### Зимние Олимпийские игры
| Олимпийские игры    | Скоростной спуск | Супергигант | Гигантский слалом | Слалом | Комбинация |
| ------------------- | ---------------- | ----------- | ----------------- | ------ | ---------- |
| 1998 Нагано         | —                | —           | DNF2              | —      |            |
| 2002 Солт-Лейк-Сити | —                | —           | 2                 | 24     | 2          |
| 2006 Турин          | 5                | DNF         | 6                 | DNF1   | DSQ2       |
| 2010 Ванкувер       | 3                | 2           | DNF1              | DNF1   | 1          |
| 2014 Сочи           | 8                | 3           | 20                | —      | 6          |

### Чемпионаты мира
| Чемпионат мира           | Скоростной спуск           | Супергигант                | Гигантский слалом          | Слалом                     | Комбинация                 | Команды                    |
| ------------------------ | -------------------------- | -------------------------- | -------------------------- | -------------------------- | -------------------------- | -------------------------- |
| 1999 Вейл/Бивер Крик     | —                          | 26                         | 18                         | 8                          | —                          | н/д                        |
| 2001 Санкт-Антон         | —                          | DNF                        | —                          | —                          | —                          | н/д                        |
| 2003 Санкт-Мориц         | 16                         | 2                          | 1                          | 6                          | 1                          | н/д                        |
| 2005 Бормио              | 1                          | 1                          | DNF                        | DNF                        | DNF                        | 4                          |
| 2007 Оре                 | 7                          | 24                         | 15                         | DNF                        | 6                          | —                          |
| 2009 Валь-д’Изер         | 8                          | 12                         | DNF                        | DNF                        | DNF                        | н/д                        |
| 2011 Гармиш-Партенкирхен | 15                         | 12                         | 12                         | —                          | DNF                        | 1/4                        |
| 2013 Шладминг            | Не участвовал из-за травмы | Не участвовал из-за травмы | Не участвовал из-за травмы | Не участвовал из-за травмы | Не участвовал из-за травмы | Не участвовал из-за травмы |
| 2015 Вейл/Бивер-Крик     | —                          | DNF                        | —                          | —                          | —                          | —                          |

### Завоёванные Кубки мира
- Общий зачёт — 2 раза : 2005, 2008
- Супергигант — 2 раза: 2005, 2007
- Гигантский слалом — 1 раз: 2004
- Комбинация — 3 раза: 2003, 2004, 2008

### Победы на этапах Кубка мира (33)

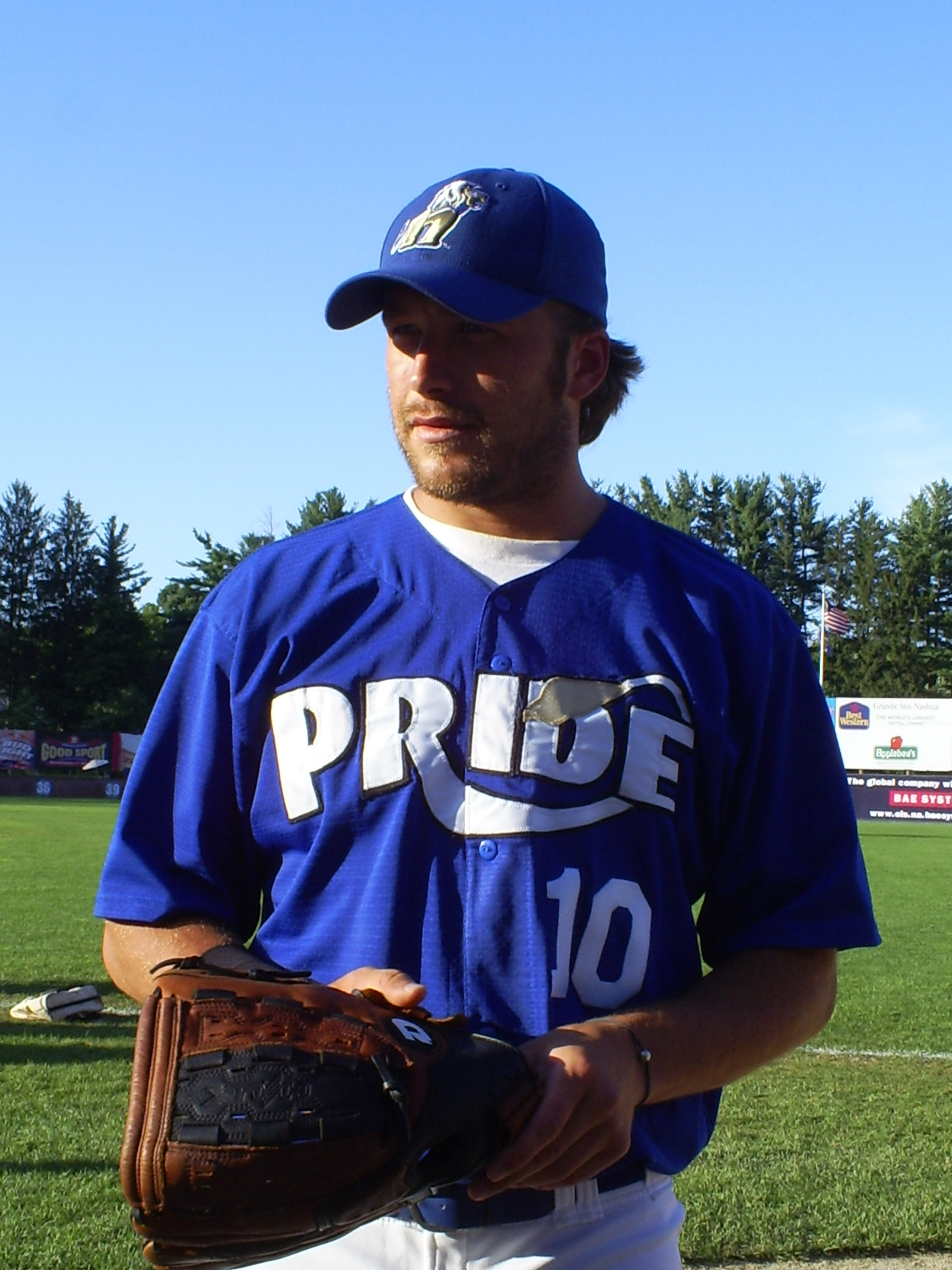
Миллер в составе бейсбольного клуба «Нашуа Прайд» в 2007 году

| №  | Сезон   | Дата        | Место               | Дисциплина            |
| -- | ------- | ----------- | ------------------- | --------------------- |
| 1  | 2001/02 | 9 дек 2001  | Валь-д’Изер         | Гигантский слалом     |
| 2  | 2001/02 | 10 дек 2001 | Мадонна-ди-Кампильо | Слалом                |
| 3  | 2001/02 | 6 янв 2002  | Адельбоден          | Слалом (2)            |
| 4  | 2001/02 | 22 янв 2002 | Шладминг            | Слалом (3)            |
| 5  | 2002/03 | 22 дек 2002 | Альта-Бадия         | Гигантский слалом (2) |
| 6  | 2002/03 | 4 янв 2003  | Краньска-Гора       | Гигантский слалом (3) |
| 7  | 2003/04 | 26 окт 2003 | Зёльден             | Гигантский слалом (4) |
| 8  | 2003/04 | 22 ноя 2003 | Парк-Сити           | Гигантский слалом (5) |
| 9  | 2003/04 | 11 янв 2004 | Шамони              | Комбинация            |
| 10 | 2003/04 | 25 янв 2004 | Кицбюэль            | Комбинация (2)        |
| 11 | 2003/04 | 15 фев 2004 | Санкт-Антон         | Слалом (4)            |
| 12 | 2003/04 | 28 фев 2004 | Краньска-Гора       | Гигантский слалом (6) |
| 13 | 2004/05 | 24 окт 2004 | Зёльден             | Гигантский слалом (7) |
| 14 | 2004/05 | 27 ноя 2004 | Лейк Луиз           | Скоростной спуск      |
| 15 | 2004/05 | 28 ноя 2004 | Лейк Луиз           | Супергигант           |
| 16 | 2004/05 | 3 дек 2004  | Бивер-Крик          | Скоростной спуск (2)  |
| 17 | 2004/05 | 12 дек 2004 | Валь-д’Изер         | Гигантский слалом (8) |
| 18 | 2004/05 | 13 дек 2004 | Сестриере           | Слалом (5)            |
| 19 | 2004/05 | 11 мар 2004 | Ленцерхайде         | Супергигант (2)       |
| 20 | 2005/06 | 3 дек 2005  | Бивер-Крик          | Гигантский слалом (9) |
| 21 | 2005/06 | 16 мар 2006 | Оре                 | Супергигант (3)       |
| 22 | 2006/07 | 1 дек 2006  | Бивер-Крик          | Скоростной спуск (3)  |
| 23 | 2006/07 | 15 дек 2006 | Валь-Гардена        | Супергигант (4)       |
| 24 | 2006/07 | 20 дек 2006 | Хинтерштодер        | Супергигант (5)       |
| 25 | 2006/07 | 13 янв 2007 | Венген              | Скоростной спуск (4)  |
| 26 | 2007/08 | 29 дек 2007 | Бормио              | Скоростной спуск (5)  |
| 27 | 2007/08 | 13 янв 2008 | Венген              | Скоростной спуск (6)  |
| 28 | 2007/08 | 20 янв 2008 | Кицбюэль            | Комбинация (3)        |
| 29 | 2007/08 | 27 янв 2008 | Шамони              | Суперкомбинация (4)   |
| 30 | 2007/08 | 3 фев 2008  | Валь-д’Изер         | Суперкомбинация (5)   |
| 31 | 2007/08 | 1 мар 2008  | Квитфьелль          | Скоростной спуск (7)  |
| 32 | 2009/10 | 15 янв 2010 | Венген              | Суперкомбинация (6)   |
| 33 | 2011/12 | 2 дек 2011  | Бивер-Крик          | Скоростной спуск (8)  |

## Интересные факты
В 2005 году в Бормио у Миллера через 15 секунд после старта отстегнулась левая лыжа, однако американец не только устоял на ногах, но и более 1,5 минут продолжал спускаться, по правилам проходя все ворота, показав на одном из участков скорость свыше 80 км/ч, пока наконец не упал незадолго до финиша.